# Kopparverket

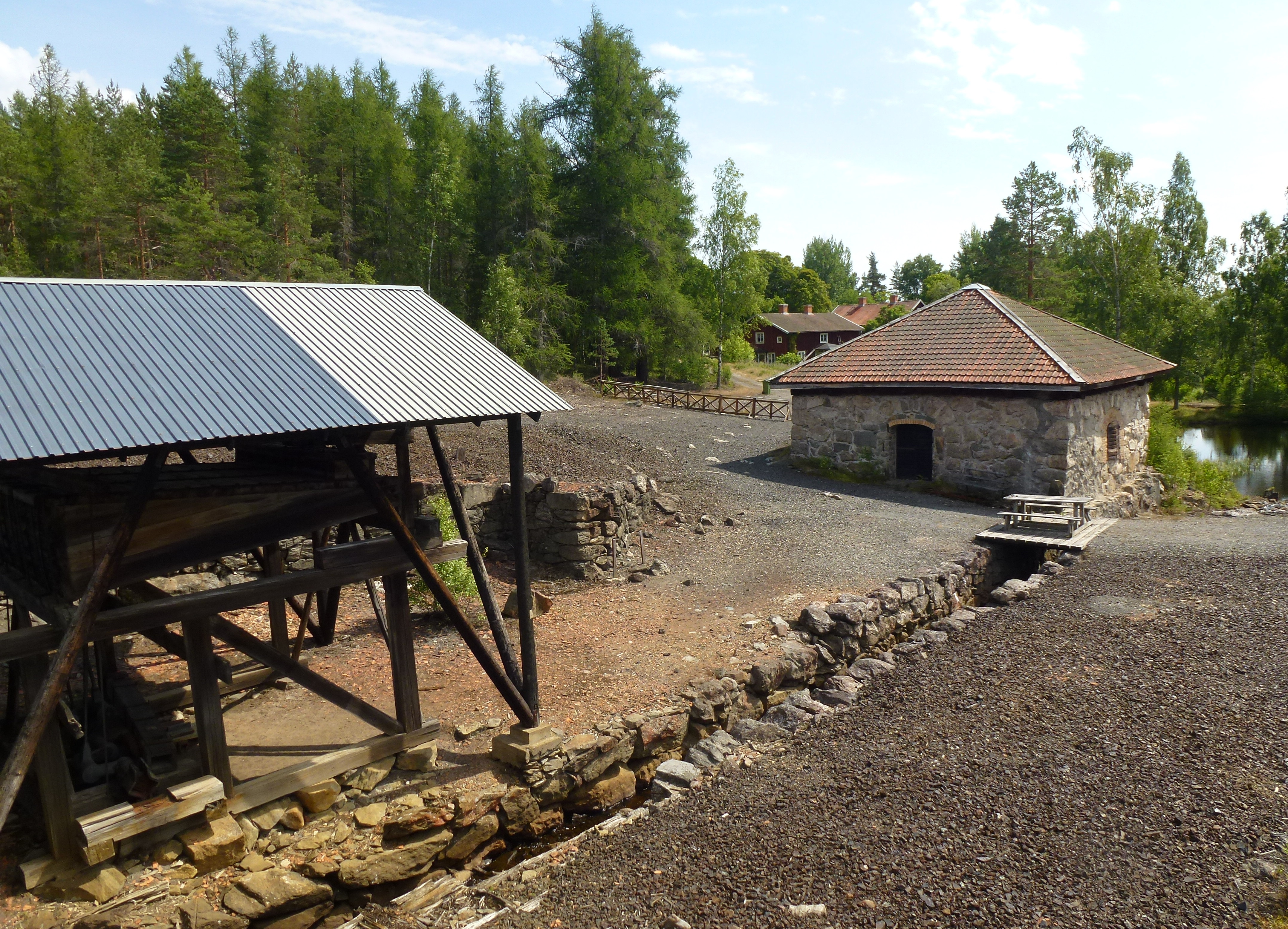
Kopparverket med kopparboden från 1819.

Kopparverket (Riddarhyttans kopparverk) kallas platsen för det sista kopparverket i Riddarhyttan i Skinnskattebergs kommun. Det sista verket var i drift 1819–1873 men kopparhanteringen började redan på medeltiden. Området, som innehåller flera intressanta lämningar, ingår i Ekomuseum Bergslagen.

## Historia

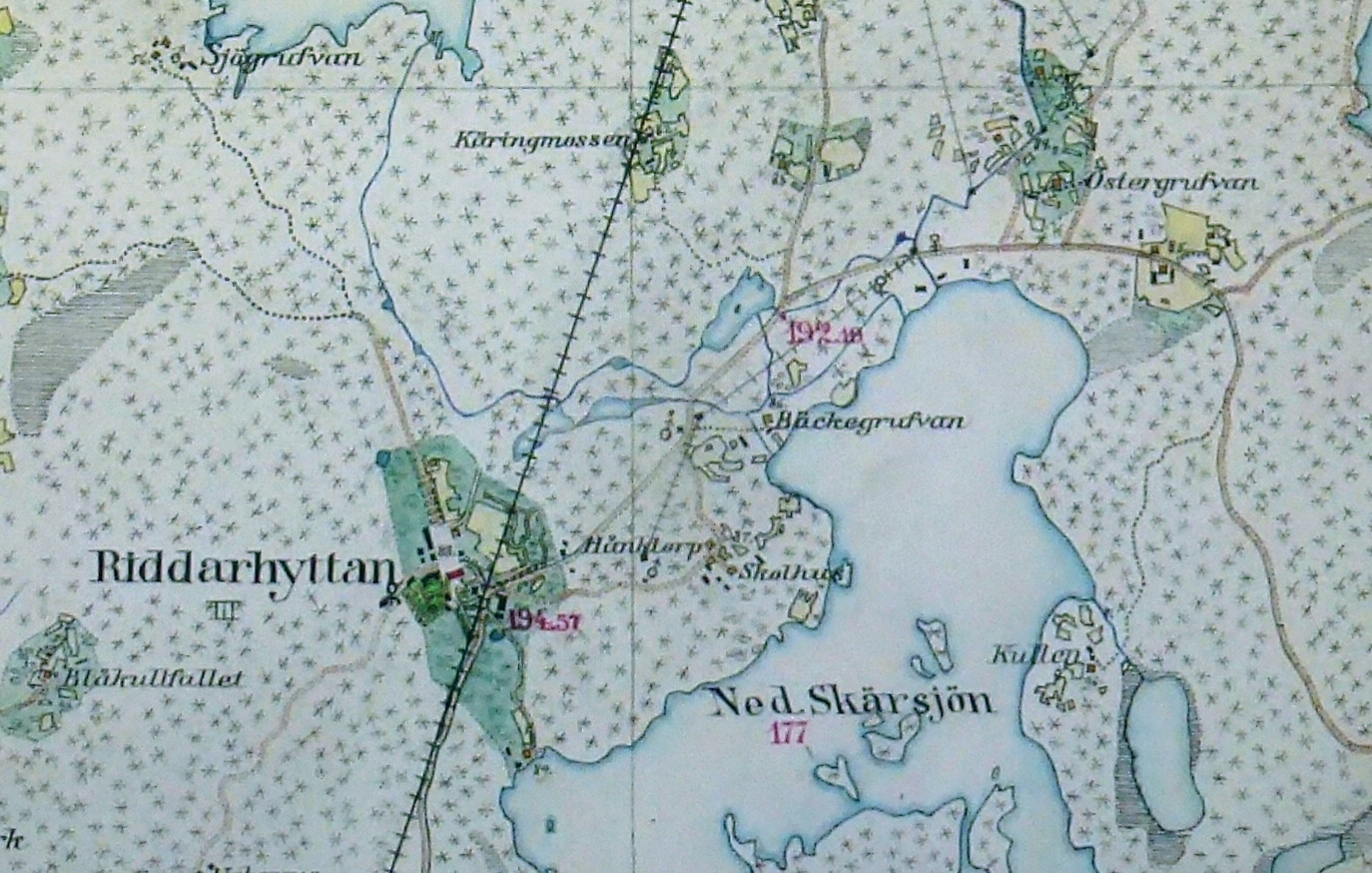
Riddarhyttan och Östergruvan 1864.

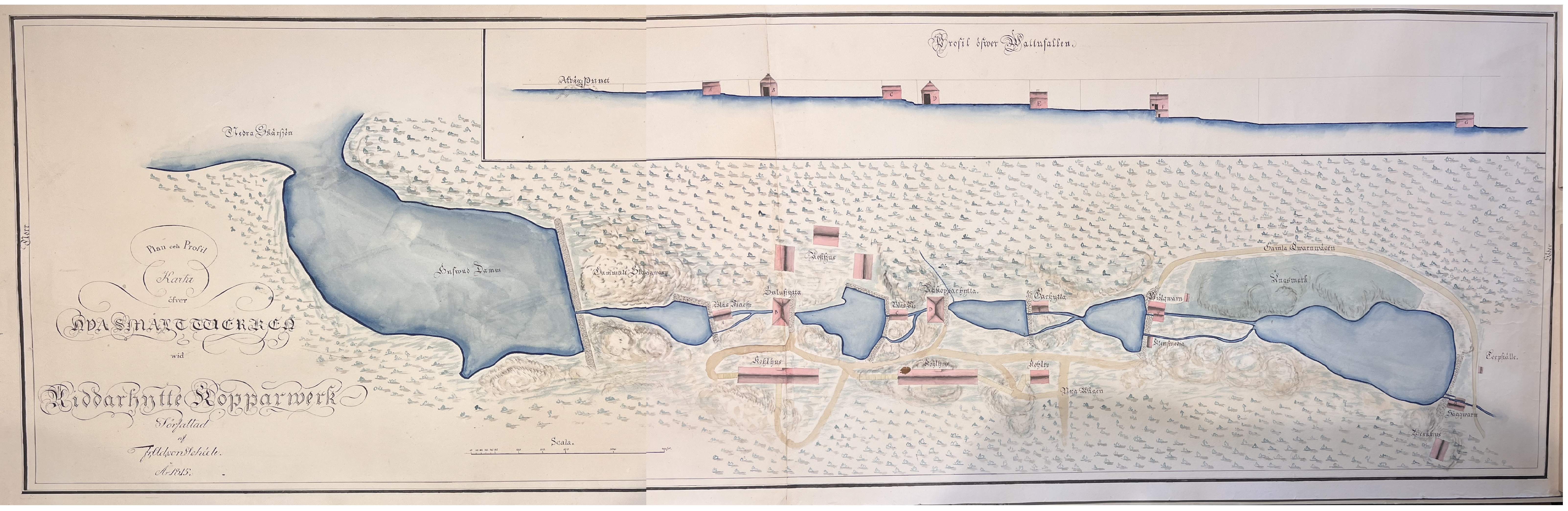
Foto av original plankarta med höjder och dammar samt byggnader ritad 1815

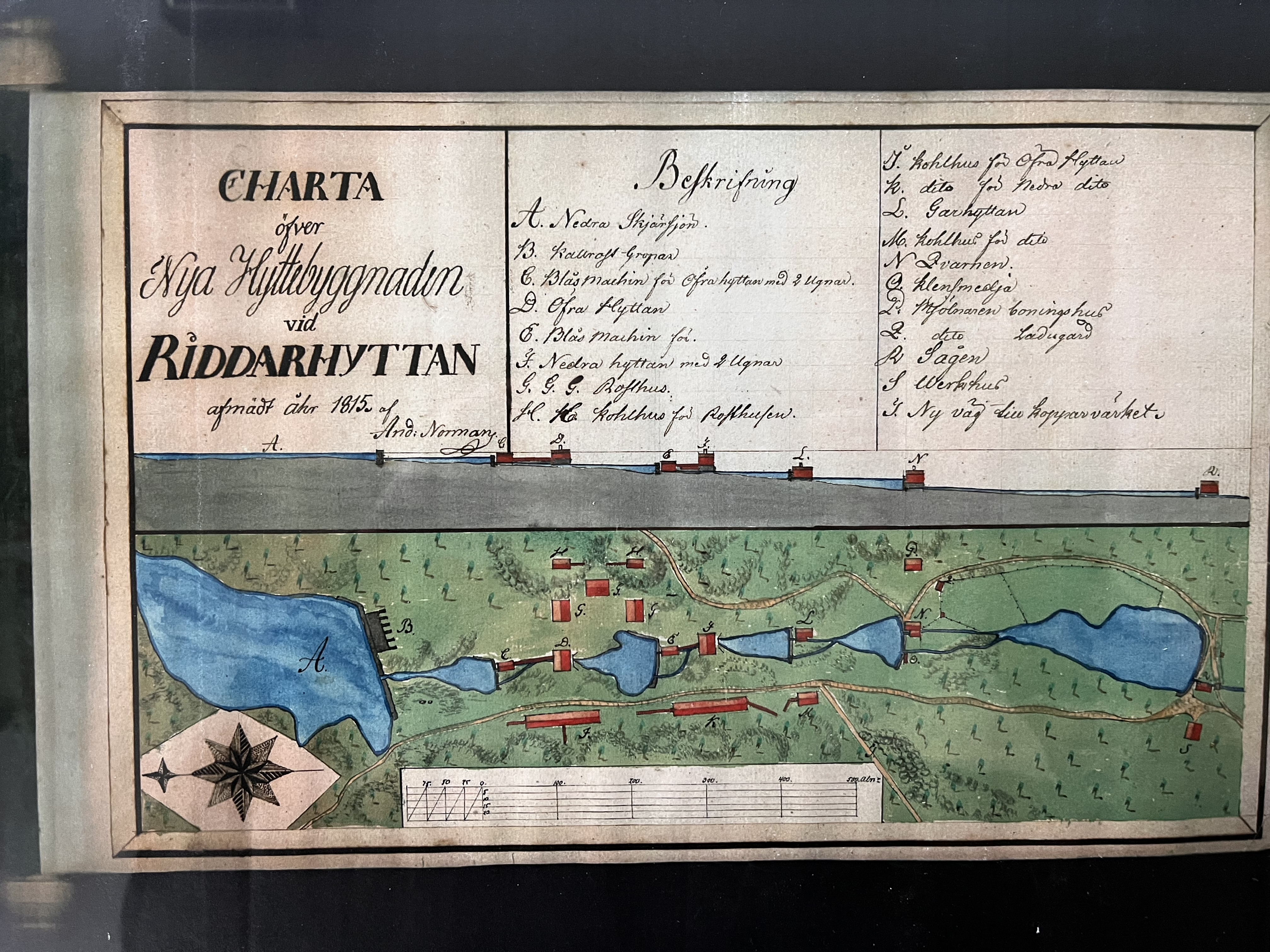
Foto - Kopparverket karta över byggnader 1815

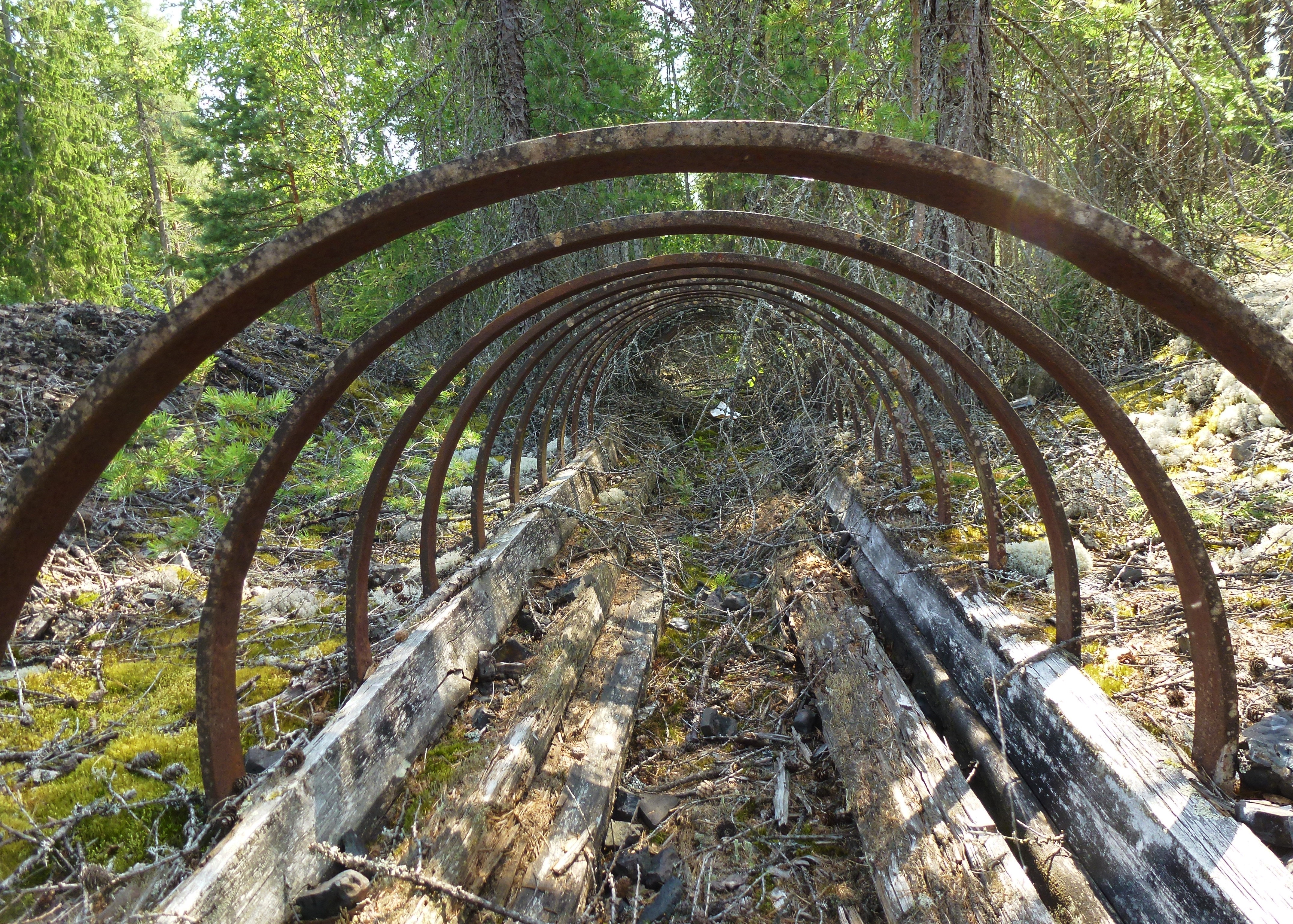
Resterna efter en vattentub i trä.

Kopparhanteringen i Riddarhyttan har medeltida anor, och kom tidigt att ske i kronans regi. Redan 1437 omnämns Gambla riddarehytthen, men troligen har verksamheten pågått tidigare. Riddarhyttans kopparverk anlades 1616–1617 vid vattendraget mellan Övre och Nedre Skärsjön, och anses vara en fortsättning på det kronobruk som fanns i Skinnskatteberg. Upprätthållandet av kopparhanteringen ansågs som viktigt och järnhanteringen hade tillfrämsta uppgift att underlätta driften av "det ädlare verket" genom sin säkrare vinst. 
Vid Nedre Skärsjöns södra strand anlades redan 1610 en hytta och en fallhammare av Tomas Hammarsmed på platsen för en äldre medeltida kopparhytta, Munkhyttan. 
När den gamla kopparhyttan lades ned i början av 1800-talet byggdes en ny upp på platsen för den år 1610 privilegierade hammaren och hyttan. Det nya kopparverket kunde tas i drift 1819, malmen bröts dock fortfarande i Östergruvan på andra sidan av sjön. Nedanför kopparverket anlades ett invecklat system av dammar, fall och underjordiska rännor, vilka gjorde att ett effektivt utnyttjande av vattenkraften blev möjlig. Produktionen vid verket var på 1830-talet ca 70 ton, år 1849 beskrivs det ha omkring 290 skeppunds tillverkning. En del av den råkoppar som framställdes gick till myntverket i Avesta. Malmens låga kopparhalt gjorde emellertid att kopparverkets storhetstid blev kort, och 1873 lades verksamheten ned.

## Sevärdheter
Kvar idag finns resterna efter det sista kopparverket som lades ned 1873. Det är beläget strax öster om nuvarande tätorten Riddarhyttan. Här finns kopparboden i sten uppförd 1819. Från samma tid härstammar även en förvaltarbostad i timmer med panel. Flera husgrunder samt lämningarna efter rostugnarna finns också. En skyltad vandringsled finns runt området.

## Bilder

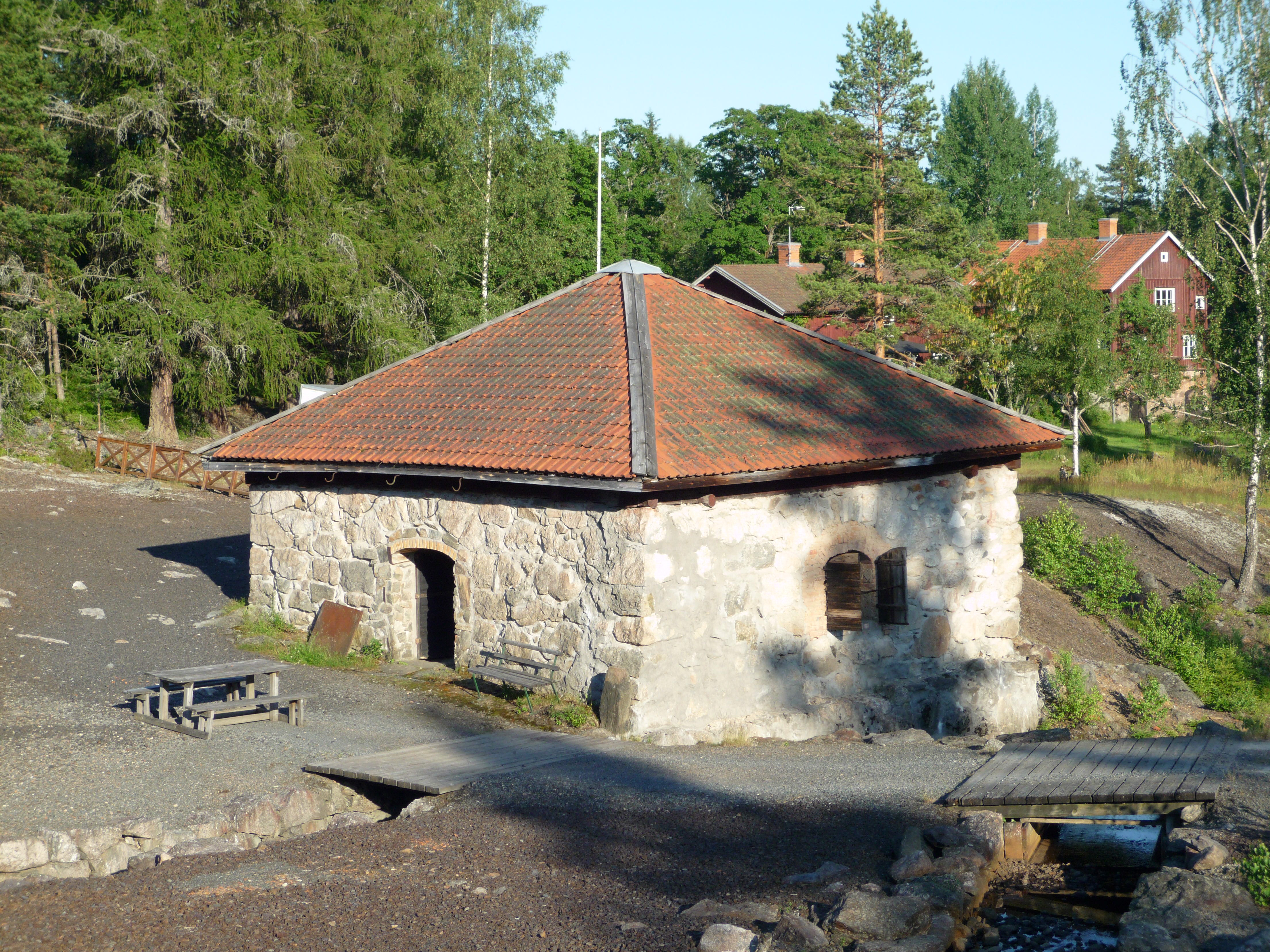
Kopparboden från 1819
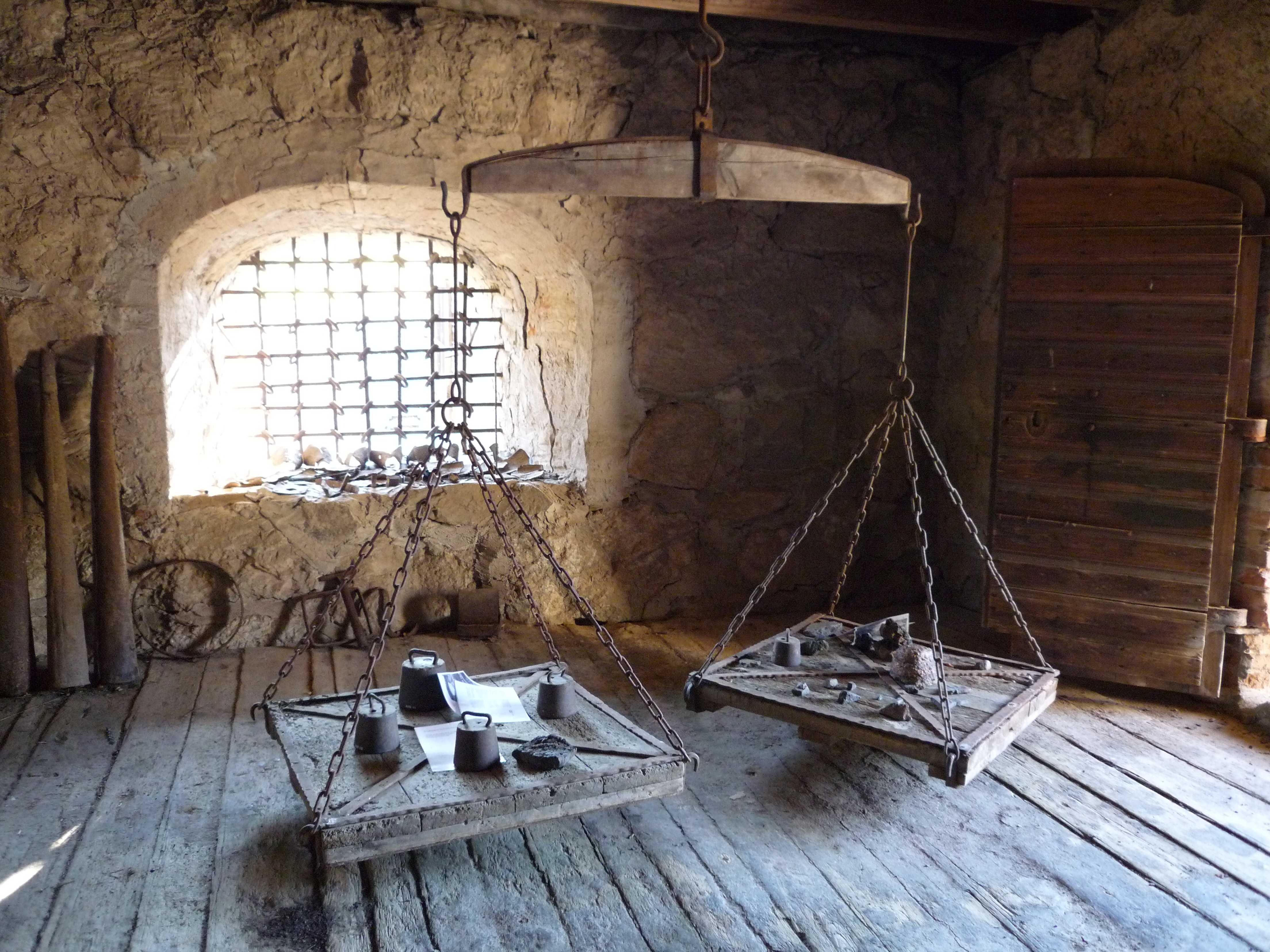
Våg i kopparboden
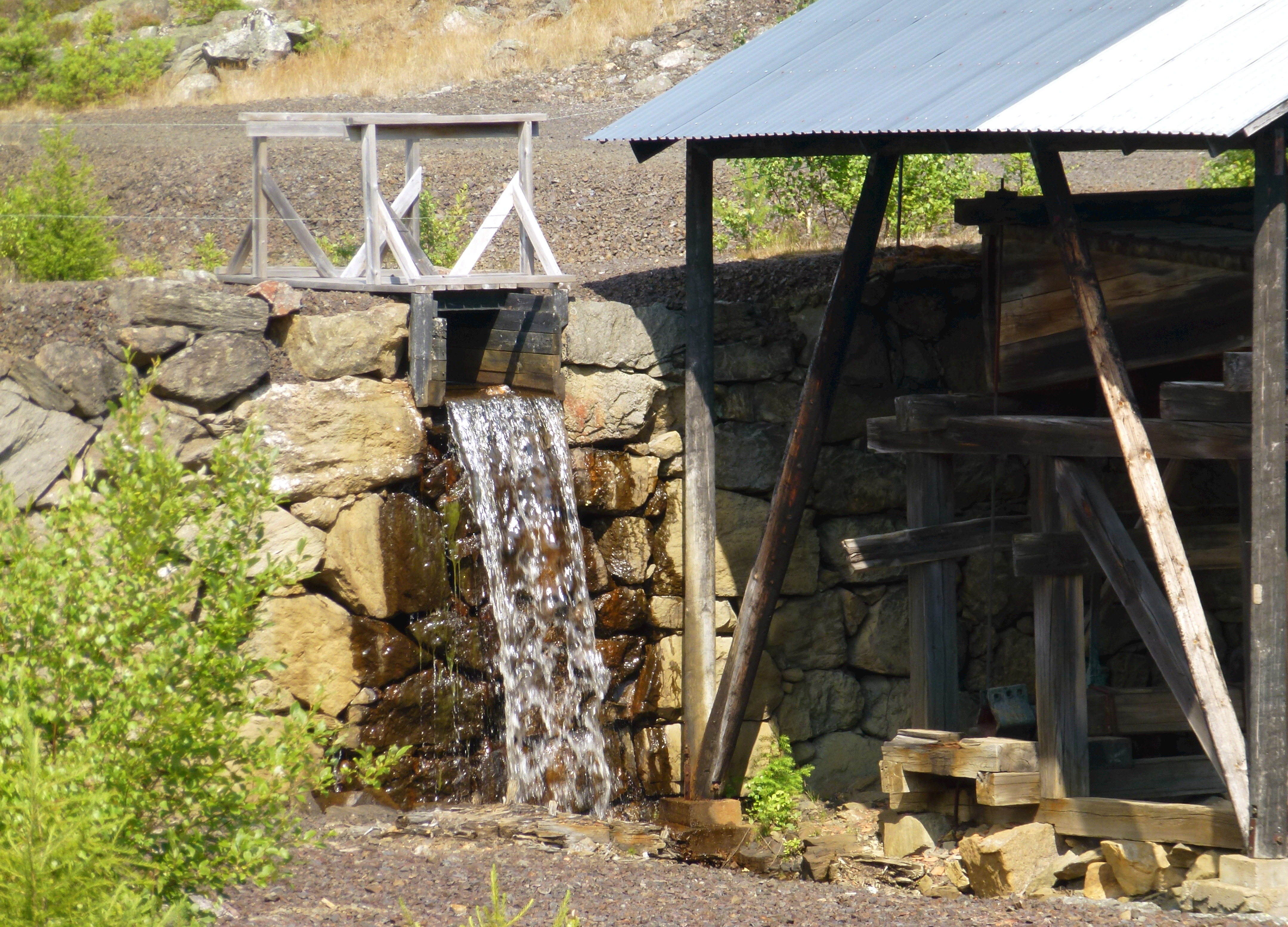
Vattenränna vid kopparboden
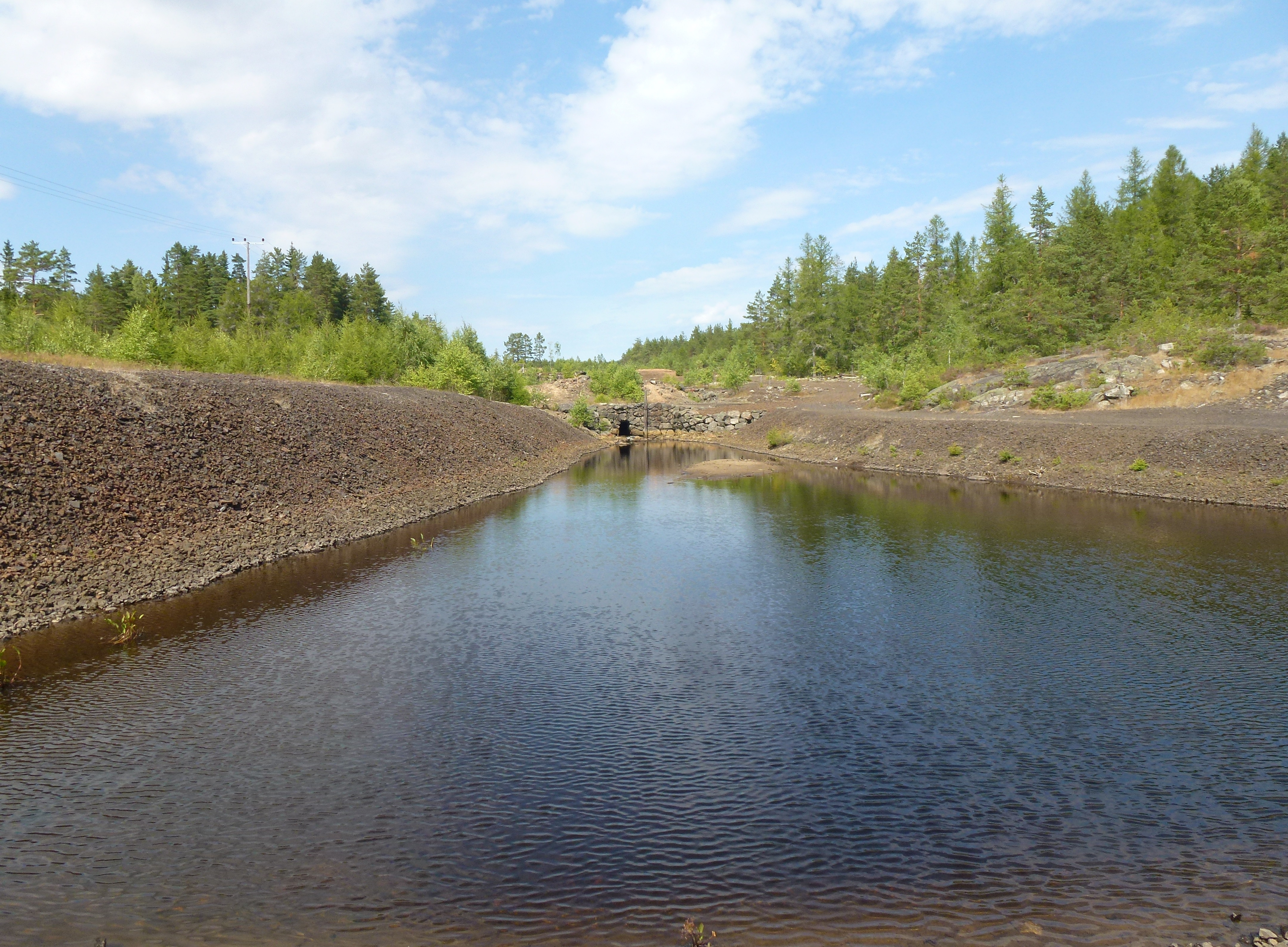
Den uppdämda hyttsjön